# 四国化工機
四国化工機株式会社（しこくかこうき）は、徳島県板野郡北島町に本社を置く企業である。
液体飲料用充填機の製作販売、包装資材の企画・販売、「さとの雪」ブランドの豆腐製造を行っており、特に、牛乳パック等に対応した屋根型紙容器（ゲーブルトップカートン）に液体を充填する機械に関しては、日本国内で70%のシェアを持つ。

## 概要
食品産業向けタンクを中心とした装置メーカーとして、植田道雄が1961年に設立。その後、乳酸菌飲料用のプラスチックボトル充填シール機の開発を契機に食品機械メーカーとなる。牛乳やジュース、お酒などの飲料や、ヨーグルト、プリン、アイスクリーム等のデザートだけでなく、カップ麺、カレールー、味噌、マーガリン、調味料など様々な食品に対応する充填機を販売している。
国内だけでなくヨーロッパを中心に世界50ヶ国以上に輸出している。
また、食品プラントのエンジニアリングにも力を入れており、新しい工場の建設、既存工場の改善、増設など様々なプラン設計・据付・施工・生産立会いまで一貫した工場づくりをバックアップしている。
機械単体での設計・製作・据付・調整・生産立会いも行っており、各種包装機械・検査機械を取り扱っている。
なお、「機械事業」を主力に「包装資材事業」や「食品事業」の三事業を手掛けている。
包装資材事業では　飲料や食品用のカップ容器・ボトル容器・蓋・フィルムなど、食品包装用包装資材の企画開発や販売を行っている。
食品事業では、自社開発の豆腐製造機で「さとの雪」ブランドの豆腐や油揚げなど大豆加工食品の製造を行っている
2001年に阿波うず潮ビール株式会社から醸造設備を譲り受け、地ビール「阿波うず潮ビール」を製造していたが、2009年を以って生産を終了している。
2022年、ノルウェーに本社を置く販売代理店のエロパックと契約。同年、欧州・中東向け屋根型紙容器成形充填機について、過去最大級の輸出契約を結んだ。
2023年、建設業法違反で東京都知事より監督処分（営業停止命令）受けた。さらに、これに伴い国土交通省などから指名停止2か月間の処分を受けた。